# Calamphora quadrispinosa
Calamphora quadrispinosa is een hydroïdpoliep uit de familie Sertulariidae. De poliep komt uit het geslacht Calamphora. Calamphora quadrispinosa werd in 2003 voor het eerst wetenschappelijk beschreven door Watson. 